# Tra le fiamme
Tra le fiamme (Il consiglio) (HWV 170) és una cantata composta per Georg Frideric Händel el 1707. És una cantata secular dramàtica per a soprano. Altres catàlegs de Händel la referencien com a HG liiB,66; i HHA v/5,55. El títol de la cantata tradueix tan "Entre les flames (El consell)".

## Història
El llibret fou escrit pel Cardinal Benedetto Pamphili. Un pagament del 6 de juliol de 1707 (enregistrat en el llibre de comptes de Pamphili) per la còpia d'una gran cantata probablement es refereix a Tra le fiamme.

## Argument
A partir de l'analogia de les papallones que els atreuen les flames i la història de Dèdal (que va fer unes ales de cera i plomes per a ell i el seu fill Ícar), Pamphili utilitza la cantata per enviar un advertiment a la seva audiència (i per això el subtítol El consell): el fènix pot sortir de les flames, però les papallones moriran. És possible que el cardenal també dirigia la reflexió concretament a Händel, ja que corria un rumor sobre una relació entre Händel (llavors de vint-i-dos anys) i la cantant Vittoria Tarquini (qui era l'amant del Príncep Ferran de Mèdici de Florència).

## Estructura
L'obra està escrita per a dues flautes dolces (flauto), oboès (hautbois), dos violins, viola da gamba, un "violone grosso" (especificat en l'autògraf de Händel) i, com era habitual en el segle xviii, un clavicèmbal. l'obra destaca per tenir una part plena de virtuosisme per a la viola da gamba.[3] La cantata comença amb una ària seguida per dos conjunts de recitatiu-ària aparellats, després del qual hi ha un recitatiu final abans que es repeteixi una indicació de repetició ("Da Capo") de l'ària inicial de la cantata (una tret inusual en les cantates de Händel).
L'obra consta de set moviments (amb el moviment final que en part repeteix el primer):
| Num. | Tipus     | Tonalitat | Compàs | Tempo | Compassos | Text (italià) | Traducció | Notes                                                                                                  |
| ---- | --------- | --------- | ------ | ----- | --------- | --- | --- | --- |
| 1    | Âria      | Sol major | 3/8    |       | 163       | Tra le fiamme tu scherzi per gioco, O mio core, per farti felice, e t'inganna una vaga beltà. Cadon mille farfalle nel foco, e si trova una sola fenice, che risorge se a morte sen va.                                                                                            | Entre les flames, bromes per diversió, O el meu cor, per fer-te feliç, i t'enganya una bellesa vaga. Un miler de papallones cauen al foc. i només hi ha una fènix, qui s'aixeca de nou si mor.                                                                                | Dues seccions (compassos 116 i 47)—sense signes de repetició. Inclou una indicació "Da Capo", "Fine".  |
| 2    | Recitatiu |           | 4/4    |       | 17        | Dedalo già le fortunate penne tessea con mano ardita e con tenera cera piuma a piuma aggiungea. Icaro, il fanciulletto sovente confondea l'ingegnoso lavoro; Ah, cosi mai trattato non avesse e cera e piume: Per chi non nacque augello il volare è portento, il cader è costume. | Dèdal amb les plomes de la sort teixeixes amb mans astutes i cera tendra afegeixes ploma a ploma Ícar, el nen petit sovint confon el treball enginyós; Ah, mai no havia tractat cera i plomes: Per a aquells que no van néixer ocell el vol és un portent, i caure un costum. | |
| 3    | Âria      | Re major  | 4/4    |       | 43        | Pien di nuovo e bel diletto, sciolse l'ali il giovinetto, e con l'aure già scherzando. Ma del volo sì gradito troppo ardito l'onda ancor va mormorando. | De nous i bonics plaers, va fondre les ales el noi, i amb l'aura que ja fa broma. Però el vol és tan benvingut massa audaç l'ona segueix murmurant. | Dues seccions (compassos 32 i 11) — sense signes de repetició. Inclou una indicació "Da Capo", "Fine". |
| 4    | Recitatiu |           | 4/4    |       | 5         | Sì, sì purtroppo è vero: nel temerario volo molti gl'lcari son, Dedalo un solo. | Sí, sí, malauradament és veritat: en el vol imprudent moltes són Ícar Dèdal, només un. | |
| 5    | Âria      | Un menor  | 4/4    |       | 46        | Voli per l'aria chi può volare scorra veloce la terra il mare parta, ritorni né fermi il piè. Voli ancor l'uomo ma coi pensieri che delle piume ben più leggeri e più sublimi il ciel gli diè.                                                                                     | Vola per l'aire qui pot volar fluir veloç per terra i mar, anant i tornant sense perdre peu. Vola encara l'home, però més amb el pensament que amb les plomes molt més lleugeres i més sublim que el què el cel li donà                                                       | Inclou indicacions de "Da Capo", "Fine".                                                               |
| 6    | Recitatiu |           | 4/4    |       | 7         | L'uomo che nacque per salire al cielo, ferma il pensier nel suolo e poi dispone il volo con ali che si finge, e in sé non ha. | L'home nascut per ascendir al cel, deixa els pensaments a terra i després disposa el vol amb ales fingides que per ell mateix no té. | |
| 7    | Âria      | Sol major | 3/8    |       | (116)     | | | Hi ha la indicació "Da Capo" per a repetir l'ària inicial de la cantata .                              |

Una interpretació habitual de l'obra dura aproximadament disset minuts i mig.